# Vasilije Micić
Vasilije Micić (em sérvio:  Василије Мицић, (Kraljevo, 11 de maio de 1989) é um jogador sérvio de basquete profissional que atualmente joga pelo Mulwaukee Bucks da National Basketball Association (NBA).
Ele foi selecionado pelo Philadelphia 76ers como a 52º escolha geral no draft da NBA de 2014.
Micić liderou o Anadolu Efes a dois títulos da EuroLeague, em 2021 e 2022, vencendo o prêmio de MVP da EuroLeague em 2021, bem como os MVPs de ambas as Final Four.
Também defende a Seleção Sérvia em competições internacionais.

## Carreira profissional
De 2002 a 2006, Micić jogou pelas categorias de base do OKK Beograd. Na temporada de 2006–07, ele jogou pelas categorias de base do Estrela Vermelha, e de 2007 a 2010, jogou pelos juniores do KK FMP.

### Mega Vizura (2010–2014)
Em 2010, Micić assinou com o Mega Vizura. Aos 16 anos, ele fez sua estreia na Liga Sérvia na temporada de 2010–11. Em sua primeira temporada com o clube, ele jogou em 35 jogos da Liga Sérvia e teve médias de 8,5 pontos, 3,1 rebotes e 2,8 assistências. Em 22 de novembro de 2011, apenas 8 jogos na temporada de 2011–12, Micić sofreu uma lesão no joelho que encerrou sua temporada. Ele teve médias de 15,9 pontos, 5 assistências e 3,5 rebotes.
Na temporada de 2012–13, Micić tornou-se líder do time junto com Boban Marjanović, e ao final da temporada, o time foi promovido para a Liga Adriática pela primeira vez na história do clube. Em 41 jogos na Liga Sérvia, ele teve médias de 11,8 pontos e 5 assistências.
Em 6 de junho de 2013, Micić assinou uma extensão de contrato por dois anos com o Mega Vizura. Em 8 de abril de 2014, ele quebrou a mão, ficando fora das quadras por um mês. Em sua primeira temporada na Liga Adriática, ele teve médias de 12,1 pontos, 3,2 rebotes e 5,8 assistências em 25 jogos.

### Bayern Munich e Estrela Vermelha (2014–2016)
Em 4 de agosto de 2014, Micić assinou um contrato de dois anos com o time alemão Bayern Munich. Em 28 de novembro de 2014, durante um jogo da EuroLeague contra o Panathinaikos, ele rompeu parcialmente o ligamento colateral do cotovelo direito e deveria ficar fora das quadras por seis semanas. Ele participou de 32 jogos da Liga Alemã e teve médias de 7 pontos e 3,3 assistências. Ele também estreou na EuroLeague de 2014-15, mas participou de apenas 6 jogos com média de 7,5 pontos.
Com o início da temporada de 2015–16, seu tempo de jogo no Bayern diminuiu ainda mais. No meio da temporada, em 27 de dezembro de 2015, Micić foi emprestado ao Estrela Vermelha pelo restante da temporada de 2015–16. Ele participou de 17 jogos da EuroLeague de 2015–16 e teve médias de 5,5 pontos e 3,6 assistências. Com o término do empréstimo, Micić foi dispensado pelo Bayern em 25 de julho de 2016.

### Tofaş (2016–2017)
Em 26 de julho de 2016, Micić assinou com o clube turco Tofaş para a temporada de 2016–17 da Liga Turca. Em 24 jogos pelo Tofaş, Micić teve médias de 13,2 pontos, 3,9 assistências e 2,7 rebotes, com 46% de aproveitamento nos arremessos.

### Žalgiris Kaunas (2017–2018)
Em 15 de junho de 2017, Micić assinou um contrato de dois anos com o clube lituano Žalgiris Kaunas. O Žalgiris teve uma temporada histórica, conquistando mais um título da Liga Lituana e se classificando para o Final Four da EuroLeague. No Final Four de 2018 da EuroLeague, o time perdeu para o Fenerbahçe na semifinal e venceu o CSKA Moscou no jogo pelo terceiro lugar. Em 36 jogos na temporada de 2017–18 da EuroLeague, Micić teve médias de 7,7 pontos, 4,2 assistências e 2,2 rebotes. Após a temporada, Micić deixou o time.

### Anadolu Efes (2018–2023)
Em 20 de junho de 2018, Micić assinou um contrato de dois anos com o clube turco Anadolu Efes. Na temporada de 2018–19, Micić liderou seu time até o Final Four da EuroLeague de 2019, onde perderam a final para o CSKA Moscou. Em 37 jogos na temporada de 2018–19 da EuroLeague, ele teve médias de 12,1 pontos, 5,5 assistências e 2,2 rebotes, todos recordes em sua carreira.
Em 25 de maio de 2019, Micić assinou uma extensão de contrato de dois anos com o Anadolu Efes. Em 10 de agosto de 2020, seu agente confirmou que ele retornaria à equipe para a temporada de 2020-21, em vez de tentar entrar na NBA.
Até o final de sua campanha na EuroLeague de 2020-21, Micić se tornou apenas o quarto jogador da história da competição a marcar pelo menos 100 cestas de dois pontos, 70 cestas de três pontos e 100 lances livres em uma única temporada. Ele também foi o primeiro jogador a fazer mais de 132 cestas de dois pontos enquanto convertia pelo menos 70 cestas de três pontos e 100 lances livres. Por suas performances destacadas ao longo da temporada, Micić foi nomeado para a Primeira-Equipe da EuroLeague e recebeu o prêmio de MVP da competição. Além disso, Micić e seu compatriota sérvio Nikola Jokić se tornaram o primeiro par de jogadores do mesmo país a serem agraciados com os prêmios de MVP da NBA e da EuroLeague na mesma temporada. Em 30 de maio de 2021, ele liderou sua equipe para seu primeiro título da EuroLeague e foi nomeado MVP do Final Four da EuroLeague. Ao longo de 40 jogos na EuroLeague, ele teve médias de 16,7 pontos.
Na temporada de 2021-22 da EuroLeague, ao longo de 34 jogos, Micić teve médias de 18,2 pontos (o que lhe rendeu o troféu de Maior Pontuador da EuroLeague), 4,6 assistências e 2,7 rebotes. Micić conquistou seu segundo título consecutivo da EuroLeague com o Anadolu Efes, após marcar o arremesso de três pontos decisivo na semifinal da Final Four da EuroLeague de 2022 contra o Olympiacos, e posteriormente anotar 23 pontos na partida final contra o Real Madrid. Por suas performances, ele mais uma vez foi nomeado o MVP da Final Four da EuroLeague.

### Oklahoma City Thunder (2023–2024)
Em junho de 2014, ao lado de seus companheiros de equipe Nemanja Dangubić e Nikola Jokić, Micić participou do Eurocamp, um acampamento de basquete em Treviso para prospectos do draft da NBA. Ele impressionou os olheiros, marcando 14 pontos e distribuindo 10 assistências em 25 minutos de jogo. Em março de 2014, Micić confirmou sua intenção de entrar no draft da NBA de 2014.
Em 26 de junho de 2014, Micić foi selecionado pelo Philadelphia 76ers com a 52ª escolha geral no draft da NBA de 2014.
Em 8 de dezembro de 2020, os direitos de draft de Micić, juntamente com Al Horford e os direitos de Théo Maledon, foram negociados pelos 76ers para o Oklahoma City Thunder em troca de Danny Green, Vincent Poirier e Terrance Ferguson.
Em 17 de julho de 2023, Micić assinou um contrato de 3 anos e US$23.5 milhões com o Thunder. Em 30 jogos com o Thunder, Micić teve um papel limitado com médias de 3,3 pontos e 2,5 assistências.

### Charlotte Hornets (2024–Presente)
Em 8 de fevereiro de 2024, Micić foi negociado, juntamente com Dāvis Bertāns, Tre Mann, uma escolha de segunda rodada de 2024 e uma escolha de segunda rodada de 2025, com o Charlotte Hornets em troca de Gordon Hayward.
Em 10 de fevereiro, Micić fez sua estreia pelos Hornets, marcando 18 pontos e distribuindo nove assistências na vitória por 115-106 sobre o Memphis Grizzlies. Ao longo de 30 jogos da temporada regular pelos Hornets, Micić teve médias de 10,8 pontos, 6,2 assistências e 1,8 rebotes, com aproveitamento de 43,7% nos arremessos de quadra.

## Carreira na seleção
Em 2011, Micić ganhou uma medalha de prata com a Seleção Sérvia Sub-18 no EuroBasket Sub-18 de 2011. Em 2013, ele conquistou novamente uma medalha de prata com a seleção sub-19 no Campeonato Mundial Sub-19 de 2013, onde foi selecionado para o Time Ideal do Torneio. No mesmo ano, Micić estreou pela Seleção Sérvia principal no EuroBasket de 2013 na Eslovênia, onde teve médias de 4,4 pontos, 1,5 rebotes e 1,3 assistências.
Micić também representou a Sérvia no EuroBasket de 2017, onde conquistaram a medalha de prata, após perderem na final para a Eslovênia.
Na Copa do Mundo de 2019, a Seleção Sérvia foi apontada como favorita para conquistar o troféu, mas acabou sendo surpreendida nas quartas de final pela Argentina. Com vitórias sobre os Estados Unidos e a República Tcheca, eles terminaram em quinto lugar. Micić teve médias de 5,6 pontos, 1,8 rebotes e 3,3 assistências ao longo de 8 jogos.

## Estatísticas da carreira

### NBA

#### Temporada regular
| Ano      | Equipe        | PJ  | PT | MPJ  | AP   | 3P   | LL   | RT  | AS  | BR | TO | PPJ  |
| -------- | ------------- | --- | -- | ---- | ---- | ---- | ---- | --- | --- | -- | -- | ---- |
| 2023–24  | Oklahoma City | 30  | 0  | 12.0 | .407 | .244 | .737 | .8  | 2.5 | .3 | .1 | 3.3  |
| 2023–24  | Charlotte     | 30  | 21 | 27.2 | .437 | .294 | .839 | 2.1 | 6.2 | .7 | .1 | 10.8 |
| Carreira | Carreira      | 206 | 46 | 21.4 | .424 | .284 | .620 | 3.5 | 2.3 | .8 | .3 | 5.8  |

### EuroLeague
| Ano      | Equipe        | PJ  | PT  | MPJ  | AP   | 3P   | LL    | RT  | AS  | BR  | TO | PPJ   |
| -------- | ------------- | --- | --- | ---- | ---- | ---- | ----- | --- | --- | --- | -- | ----- |
| 2014–15  | Bayern        | 6   | 1   | 18.0 | .450 | .200 | .875  | 1.5 | 3.2 | .5  | —  | 7.5   |
| 2015–16  | Bayern        | 4   | 0   | 6.2  | .000 | .000 | 1.000 | .8  | .8  | .5  | .3 | .5    |
| 2015–16  | Crvena zvezda | 17  | 1   | 17.4 | .341 | .361 | .724  | 1.8 | 3.6 | .2  | .2 | 5.5   |
| 2017–18  | Žalgiris      | 36* | 10  | 22.4 | .432 | .355 | .707  | 2.2 | 4.2 | .9  | .0 | 7.7   |
| 2018–19  | Anadolu Efes  | 37* | 30  | 28.2 | .474 | .371 | .819  | 2.2 | 5.5 | 1.0 | .1 | 12.4  |
| 2019–20  | Anadolu Efes  | 24  | 22  | 30.6 | .467 | .397 | .964  | 2.5 | 5.8 | 1.3 | .0 | 14.5  |
| 2020–21† | Anadolu Efes  | 40  | 34  | 29.6 | .489 | .389 | .865  | 2.6 | 4.9 | 1.2 | .0 | 16.7  |
| 2021–22† | Anadolu Efes  | 34  | 26  | 30.2 | .461 | .339 | .854  | 2.7 | 4.6 | 1.1 | .0 | 18.2* |
| 2022–23  | Anadolu Efes  | 31  | 29  | 31.3 | .435 | .357 | .869  | 3.2 | 5.4 | .9  | .1 | 16.0  |
| Carreira | Carreira      | 229 | 153 | 23.7 | .394 | .307 | .853  | 2.1 | 4.2 | .8  | .0 | 11.0  |